# グレチア・サレンティーナ

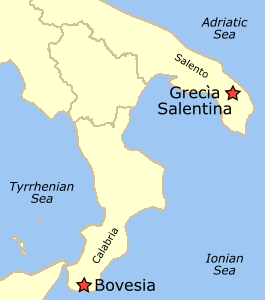
グリコ語が話される地域

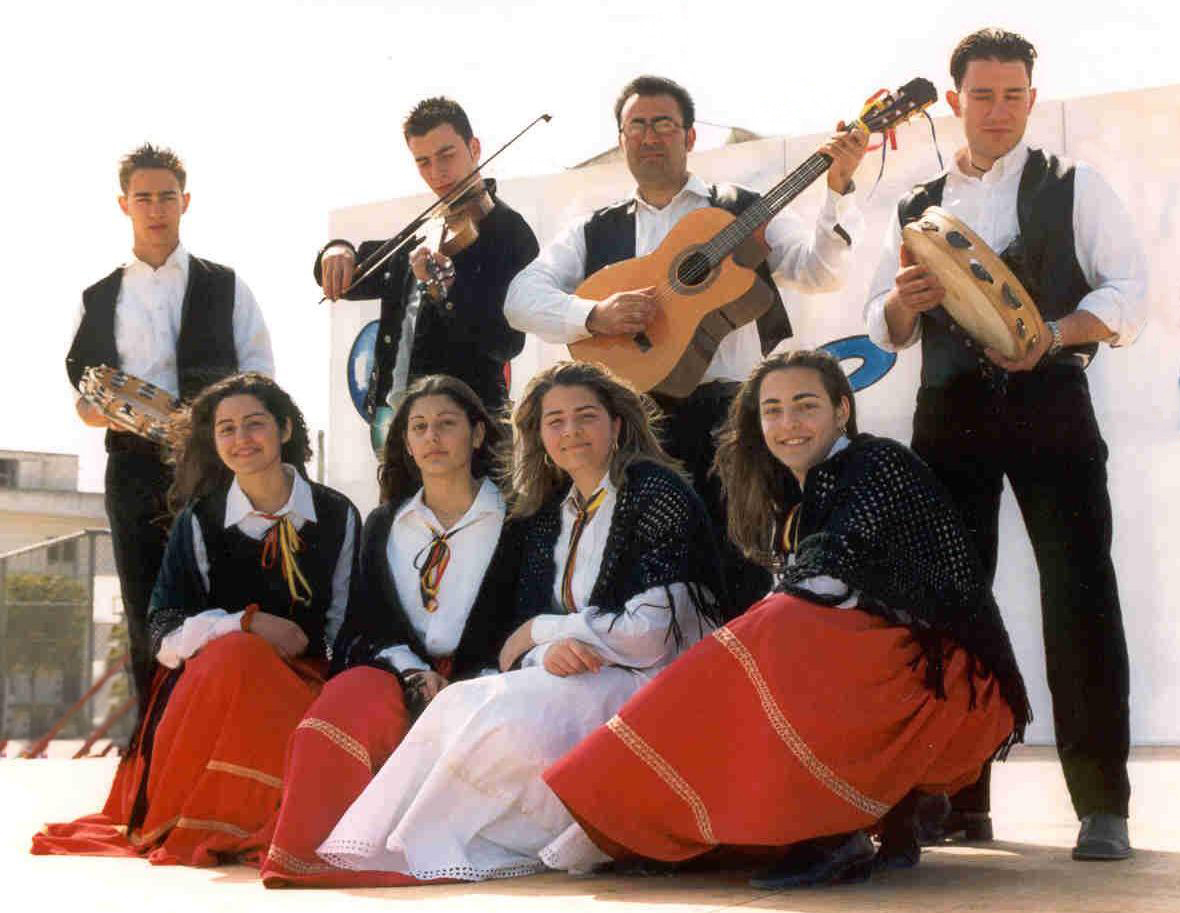
サレントのグリコ人バンド

グレチア・サレンティーナ（イタリア語: Grecìa Salentina、ギリシャ語:Γκρέτσια Σαλεντίνα）は、イタリア南部のサレント半島にある地域名。「サレントのギリシャ」を意味する。この地域にはギリシャ系の民族的マイノリティであるグリコ人 (Griko people) が暮らし、伝統的にはグリコ語と呼ばれるギリシャ語の方言を話す。

## 概要
レッチェ（プーリア州）の南方、レッチェ県中部にあたる地域である。この地域のグリコ人は、古代・中世以来この地域に移住したギリシャ人の末裔である（マグナ・グラエキア参照）。なお、同様にギリシャ語（グリコ語）を話すコミュニティはカラブリア州南部（ボヴェシア (Bovesia) と呼ばれる）にもある。
レッチェ県の11の自治体（コムーネ）が、グレチア・サレンティーナ自治体連合（Unione dei Comuni della Grecìa Salentina）に参加している。この自治体連合は1996年に結成されたもので、大学における調査を組織してグリコに関する知識の広報やグリコ文化の振興にあたること、危機に瀕したグリコ語を学校で教育し、グリコ語による書籍や詩の出版をおこなうことを目的としている。

## 自治体連合に参加するコムーネ

レッチェ県のうち、グレチア・サレンティーナ自治体連合に参加する自治体。緑は2007年に参加した2コムーネ。

自治体連合に参加するコムーネは、下に示す11である。 カルピニャーノ・サレンティーノとクトロフィアーノでは過去2世紀にわたってグリコ語が話されなくなっていたが、2007年に連合に加わった。
- カリメーラ
- カルピニャーノ・サレンティーノ
- カストリニャーノ・デ・グレーチ
- コリリアーノ・ドトラント
- クトロフィアーノ
- マルターノ
- マルティニャーノ
- メルピニャーノ
- ソレート
- ステルナティーア
- ツォッリーノ